# Britha bilineata
Britha bilineata là một loài bướm đêm trong họ Erebidae.